# Lamprosema chrysanthalis
Lamprosema chrysanthalis là một loài bướm đêm trong họ Crambidae.